# Skylab
Skylab war die erste und bisher einzige rein US-amerikanische Weltraumstation sowie die Bezeichnung für die Raumfahrtmissionen in diesem Zusammenhang. Während der acht Monate von Mai 1973 bis Februar 1974 arbeiteten insgesamt neun Astronauten auf dem Skylab, in drei Teams zu jeweils drei Mann.

## Planung
Noch während der Vorbereitung des Apollo-Programms wurden bei der NASA bereits Überlegungen zur Zukunft der bemannten Raumfahrt angestellt. Hierzu wurde im August 1965 das Saturn/Apollo Applications Office gegründet. Dieses hatte die Aufgabe, nach Nutzungsmöglichkeiten für die Apollo-Entwicklungen und -infrastruktur zu suchen. Damit wollte man das erarbeitete Wissen der Ingenieure erhalten, die sonst nach dem Ende des Apollo-Programms entlassen worden wären. Man griff recht früh Vorschläge auf, eine Oberstufe einer Saturn-Trägerrakete zu einer Weltraumstation umzubauen und bisher nicht eingesetzte Apollo-Raumschiffe und Saturn IB zum Mannschaftstransport zu nutzen.
Schon im Vorfeld hatte die NASA neue Astronauten gesucht. Dieses Mal waren nicht Testpiloten gefragt, sondern Wissenschaftler. Am 28. Juni 1965 wurden Owen Garriott, Edward Gibson, Duane Graveline, Joseph Kerwin, Curt Michel und Harrison Schmitt der Öffentlichkeit als Wissenschaftsastronauten vorgestellt.
Es wurden viele Vorschläge erarbeitet, die Saturn-Raketen und Apollo-Raumschiffe als Grundlage hatten. Das einzige Projekt des Apollo Application Programs jedoch, das verwirklicht wurde, war eine erdumkreisende Raumstation mit drei Mann Besatzung. Ursprünglich plante man, diese mit einer Saturn IB zu starten und die leergebrannte S-IVB-Oberstufe in mehreren Flügen zu einer Raumstation auszubauen (Konzept „wet workshop“). Es zeigte sich jedoch, dass dieses Konzept zu aufwendig war. Man schwenkte im Sommer 1969 auf den Plan um, die Raumstation am Boden zusammenzubauen und mit einer Saturn V, bei der nur die beiden unteren Stufen zum Antrieb beitrugen, zu starten („dry workshop“). Hierfür wurde die Rakete SA-513 verwendet, die zuvor für Apollo 18 vorgesehen war. Die Mission Apollo 20 wurde im Januar 1970 aus dem Mondprogramm gestrichen, weil keine Saturn V mehr zur Verfügung stand. Ab Februar 1970 wurde für die Raumstation offiziell der Name Skylab verwendet.
McDonnell Douglas stellte 1970 zwei Exemplare der Raumstation her, eines diente zum Training, das andere war das Fluggerät. Es gab Überlegungen, das Trainingsmodell als Skylab B ebenfalls in den Weltraum zu bringen, dies wurde aber aus finanziellen Gründen verworfen.

## Aufbau von Skylab

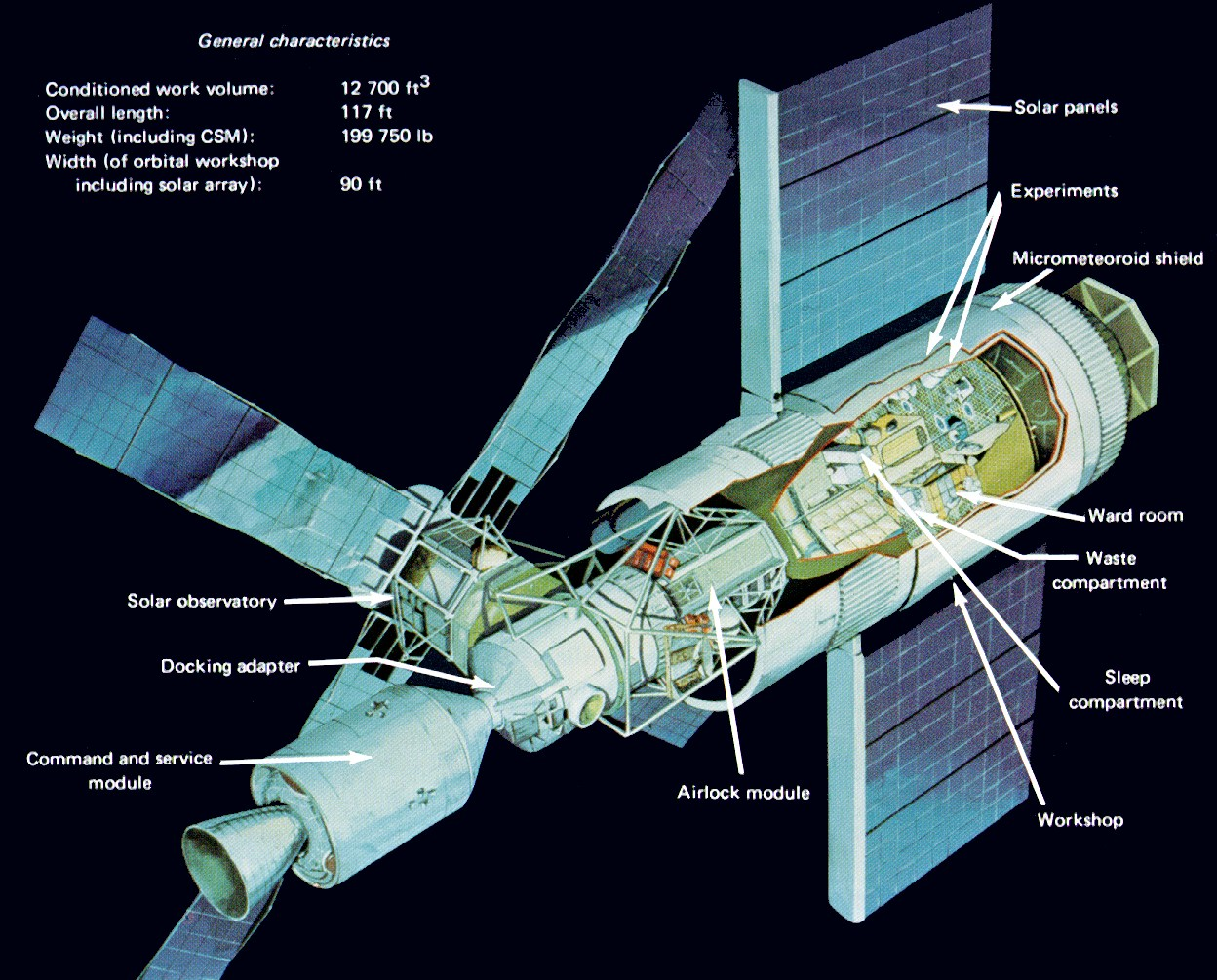
Der Aufbau von Skylab

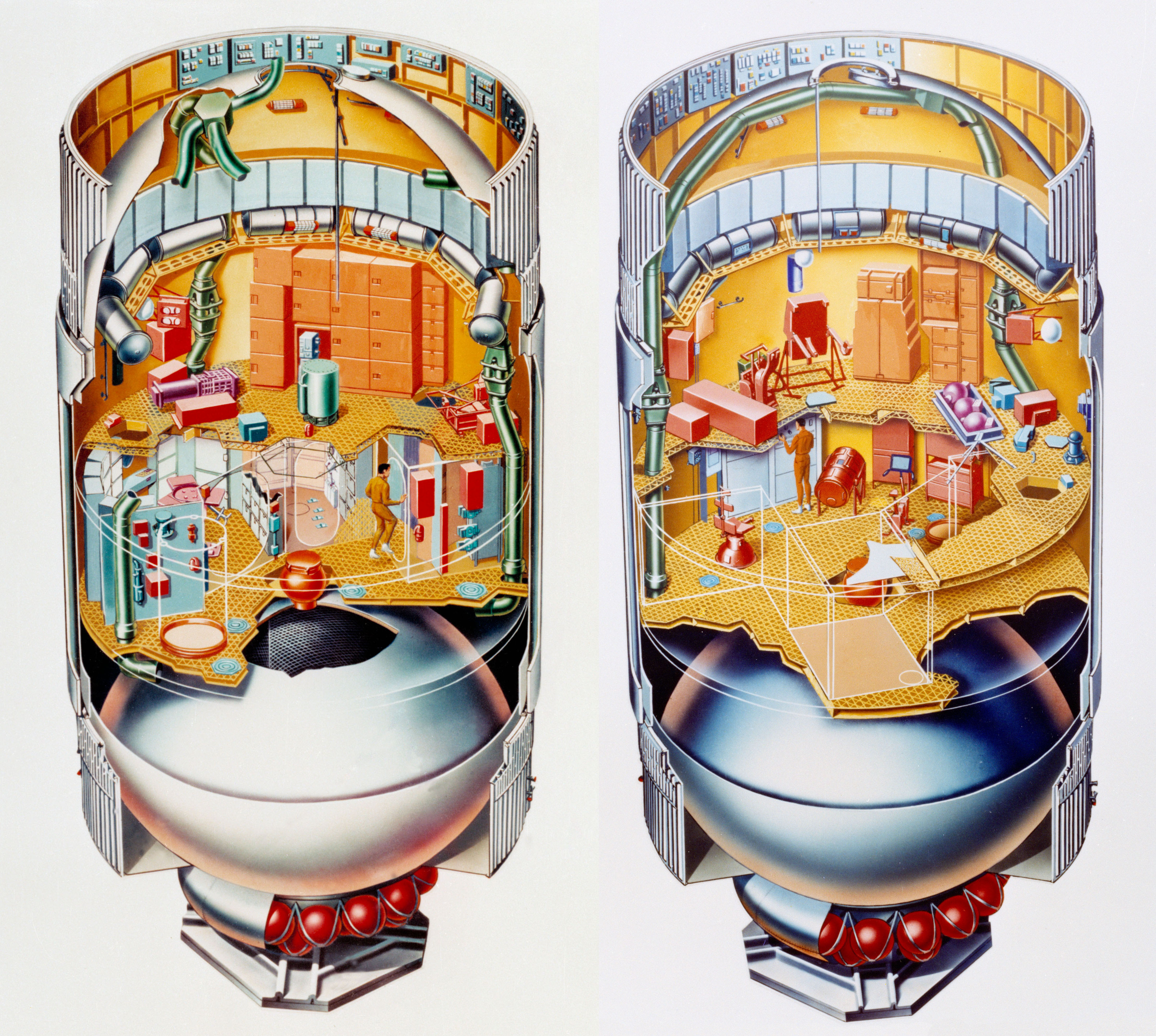
Das Innere von Skylab

Das Skylab bestand hauptsächlich aus der zweiten Stufe der Saturn IB AS-212 (identisch mit der dritten Stufe einer Saturn V), die bereits auf der Erde mit Vorräten und Ausrüstung versehen wurde. Für den Start wurden also nur zwei Stufen einer Saturn V zum Antrieb verwendet, die dritte zur Nutzlast umkonfiguriert. Dies war der erste und zugleich letzte Start einer Saturn V in dieser Konfiguration, denn bisher war dieser Raketentyp nur für Apollo-Raumschiffe verwendet worden. Dieser Teil der Station war der Orbital Workshop (OWS), der 35,8 t wog. Die Besatzung wohnte und arbeitete im Wasserstofftank mit einem nutzbaren Innenvolumen von 275 m³. Der Sauerstofftank wurde mit einer Schleuse ausgestattet und als Abfallgrube genutzt. Im OWS befanden sich Ausrüstung, Lebensmittelvorräte, Wasservorräte und die Drucktanks für den Treibstoff zur Lageregelung. Außerdem wurde die erste Dusche im Weltraum im Skylab verbaut. Diese bestand aus einem zylinderförmigen Apparat, in dem eine unter Druck stehende Wasserflasche angebracht wurde und in dem sich die Astronauten mit einem Schlauch abspritzen konnten. Das Wasser wurde dann von einem  Vakuumsystem wieder aufgesaugt. Neben den Wohn-, Schlaf- und Sanitärräumen wurden dort auch Experimente durchgeführt, vor allem Erdbeobachtung durch ein Fenster und medizinische Untersuchungen. Der OWS hatte zwei kleine Schleusen für Experimente auf der der Sonne zu- und abgewandten Seite der Station; erstere wurde für die Reparatur des Thermalschutzes dauerhaft belegt. Das bewohnbare Volumen war mehrfach in Ess- und Ruhezonen sowie individuelle Schlafkabinen unterteilt, insbesondere mit gitterartigen Fußböden, in die sich die Astronauten mit speziellen Schuhen einhaken konnten. Durch den großen Durchmesser war ein Volumen von 280 m³ bewohnbar. Dieses Volumen wurde erst von der Mir in ihrer Endausbaustufe übertroffen.
Anzumerken ist, dass Skylab nicht über die (einfache) Möglichkeit einer Wiederbefüllung (durch Betankung o. ä.) verfügte, was nach späterem Verständnis wesentlich für eine Raumstation ist. Ein Teil der Ressourcen wäre allerdings, zumindest im Rahmen eines Außenbordeinsatzes, unter Benutzung der auch auf der Erde verwendeten Ventile ergänzbar gewesen.
An den OWS schloss sich der Instrumentenring der Saturn V an, der beibehalten wurde, um Veränderungen an den Startanlagen zu vermeiden. Er steuerte die Trägerrakete und gab nach dem Start, als Skylab in der Umlaufbahn angekommen war, die Kontrolle an die internen Computer von Skylab ab. Nach dem OWS folgte die 22 t schwere Luftschleuse, das Airlock Module (AM). Sie enthielt eine Luftschleuse zum Ausstieg, riegelte den OWS vom Docking-Adapter ab, enthielt die Steuerung der Teleskope und alle Gase für die Station in Drucktanks. Ihre Breite ging von 6,7 auf 3,04 m zurück. Sie hatte eine Länge von 5,2 m und ein Innenvolumen von 17,4 m³.
Es folgte der zylinderförmige Multiple Docking Adapter (MDA). Er war 3,04 m breit, 5,2 m lang und hatte eine Masse von 6260 kg. Er hatte zwei Andockstellen für Apollo-Kommandokapseln: eine radial und eine in der Verlängerung der Längsachse. Die radiale Andockstelle war für eine Notkapsel vorgesehen, die dann gestartet werden sollte, wenn eine Rückkehr mit der ersten Kapsel nicht möglich gewesen wäre, war aber funktional gleichwertig zur axialen.
Zur Sonnenbeobachtung, die ein wichtiges Ziel von Skylab war, verfügte die Raumstation zudem über ein Observatorium, das Apollo Telescope Mount (ATM), das nach dem Erreichen des Orbits in eine Position seitwärts an den MDA ausgefahren wurde. Es wog 11.066 kg, war 6 m breit und 4,4 m hoch. Seine Sonnenteleskope konnten auf 2,5 Bogensekunden genau ausgerichtet werden. Gesteuert wurde es vom OWS aus, wobei die Filme im Rahmen eines Außenbordmanövers (EVA) gewechselt werden mussten. Die Energieversorgung war mit vier Solarmodulen am ATM und zwei weiteren am Hauptmodul geplant. Alleine die Solarpanele des ATM hatten eine Spannweite von 31 m. Das ATM benutzte Komponenten der Mondlandefähre und richtete mit seinen Drallrädern auch die gesamte Station aus.
Zuletzt gab es noch das angekoppelte Apollo-Raumschiff als Command and Service Module (CSM). Das CSM übernahm die gesamte Kommunikation mit der Erde, da Skylab, abgesehen von seiner Bordtelemetrie, keinen eigenen Sender hatte. Weiterhin mussten die Lebenserhaltungssysteme des CSM einmal pro Monat die Gasreinigung übernehmen, wenn die Molekularsiebe von Skylab ausgeheizt wurden. Das CSM war daher integraler Bestandteil der Station.
Die Masse der Station betrug über 90 Tonnen. Insgesamt war Skylab wesentlich größer als die sowjetische Raumstation Saljut 1, die im April 1971 gestartet worden war. Bei günstigem Sonnenstand war das Skylab mit bloßem Auge als leuchtender Punkt auch am Taghimmel zu beobachten.

## Start von Skylab 1 und Schadensanalyse

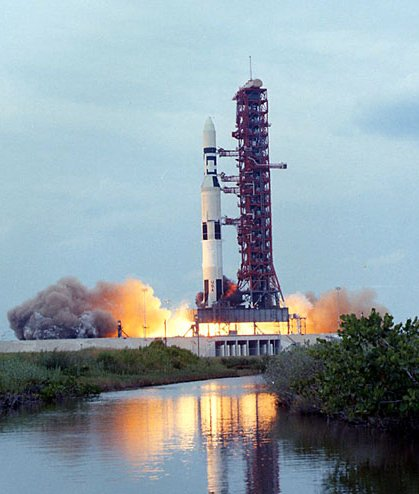
Start des Weltraumlabors

Der Start von Skylab (Missionsname Skylab 1) erfolgte planmäßig am 14. Mai 1973 vom Startkomplex 39-A in Cape Canaveral. Die Saturn V SA-513, die für Skylab 1 verwendet wurde, war etwas kürzer als die Modelle, die für die Mondflüge verwendet worden waren. Sie hatte keine Rettungsrakete, kein Apollo-Raumschiff und keinen Adapter für die Mondlandefähre. Außerdem nutzte diese Rakete nur zwei Stufen. An Stelle der dritten Stufe transportierte sie die Raumstation mit einer kegelförmigen Verkleidung an der Spitze. Dieser Flug war der letzte einer Saturn V. Die Umlaufbahn war mit einer Inklination von 50° so gewählt, dass große Teile der Landflächen der Erde überflogen wurden.

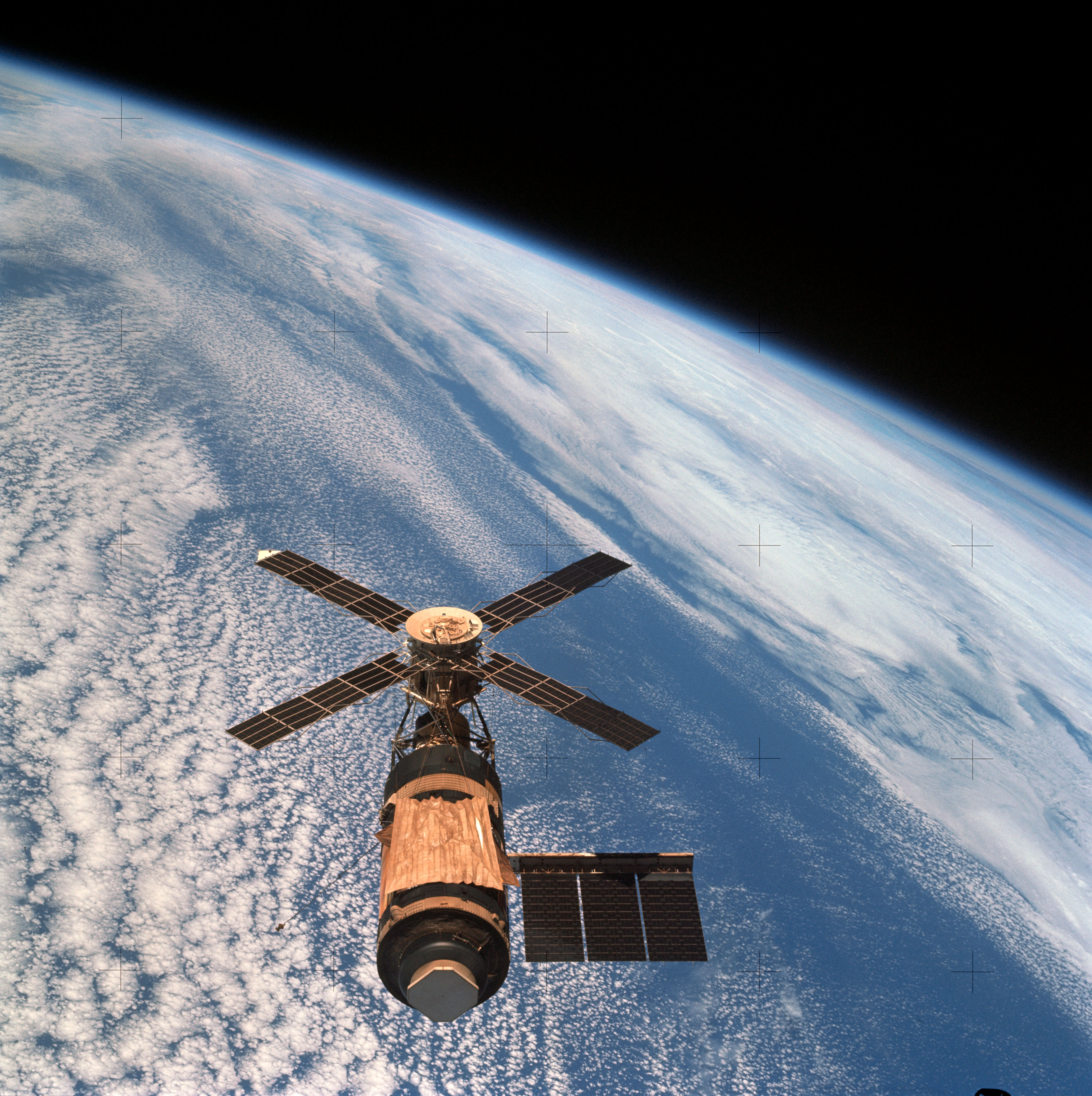
Skylab, aufgenommen von der Besatzung der Mission Skylab 4 am 8. Februar 1974. Zu erkennen ist, dass einer der beiden primären Solarzellenflügel fehlt. Der goldfarbene Sonnenschirm wurde in den Missionen Skylab 2 und Skylab 3 als Ersatz für den abgerissenen Hitzeschutzschild angebracht.

Bereits 63 Sekunden nach dem Start empfing die Bodenstation alarmierende Telemetriesignale. Beim Durchbrechen der Schallgrenze riss innerhalb von nur drei Sekunden der gesamte Mikrometeoritenschutzschild ab, wodurch auch zwei Solarmodulträger beschädigt wurden. Spätere Untersuchungen zeigten, dass der Fehler durch mangelnde Koordination der Konstruktionsabteilungen entstanden war (siehe Not-Invented-Here-Syndrom). Die Raumstation erreichte zwar die geplante Umlaufbahn, war aber nicht funktionsfähig. Zwar gelang es der Flugleitung, die vier Solarmodule des Solarobservatoriums auszufahren, doch schien es Probleme mit den beiden anderen Modulen zu geben, so dass insgesamt nur etwa die halbe elektrische Leistung zur Verfügung stand. Der fehlende Meteoritenschutzschild hätte auch als Wärmeschutz dienen sollen, weshalb in der Station die Temperatur stark anstieg, so dass befürchtet werden musste, dass Lebensmittel, Medikamente und Filme verdorben sein würden.
Am Folgetag, also am 15. Mai 1973, sollte die erste Besatzung (Missionsname Skylab 2) mit einer Saturn IB von der Startrampe 39-B folgen. Es war das erste Mal, dass der Countdown von zwei Saturn-Raketen gleichzeitig vorbereitet wurde. Ähnliches hatte es aber schon im Dezember 1965 gegeben, als Gemini 7 und Gemini 6 nacheinander mit Titan-Raketen gestartet wurden. Als erste Reaktion auf die beim Start aufgetretenen Schäden und der daraus folgenden Unbewohnbarkeit von Skylab wurde der Start allerdings zweimal um jeweils fünf Tage verschoben, bis man sich ein klares Bild von der Situation machen konnte. Außerdem versuchte die Flugleitung, eine günstige Ausrichtung von Skylab zu erreichen. Waren die funktionsfähigen Solarzellen der Sonne zugewandt, konnte zwar genügend Energie gewonnen werden, gleichzeitig heizte sich die Station aber stark auf. Drehte man die Station so, dass die Stelle mit dem fehlenden Schutzschild im Schatten lag, gaben auch die Solarzellen zu wenig Leistung ab und der Ladestand der Batterien sank. Die NASA-Ingenieure hatten nun das Problem, Energiereserven, Treibstoffreserven und Temperatur der Raumstation im Rahmen zu halten. Würde es nicht innerhalb von Tagen möglich sein, die Schäden zu reparieren, wäre die Station verloren. Zwei Wochen lang wurde die Station so gesteuert, während die Skylab-2-Mission vorbereitet wurde. So wurden Reparaturpläne entworfen und Werkzeuge entwickelt, darunter ein Schneidegerät auf der Basis kommerzieller Baum- und Blechscheren, das mit Verlängerungen versehen wurde, sowie Stangen und Seilzüge. Um die Schwerelosigkeit zu simulieren, übte die Mannschaft von Skylab 2 in einem Wassertank die notwendigen Schritte.
Es gelang den Mannschaften während der Missionen Skylab 2 und Skylab 3, die Schäden zu reparieren. Die Station war anschließend voll funktionsfähig. Mehr über die Reparaturarbeiten (eng.: On-Orbit Servicing) in den entsprechenden Artikeln.

## Missionsziele und Besatzungen

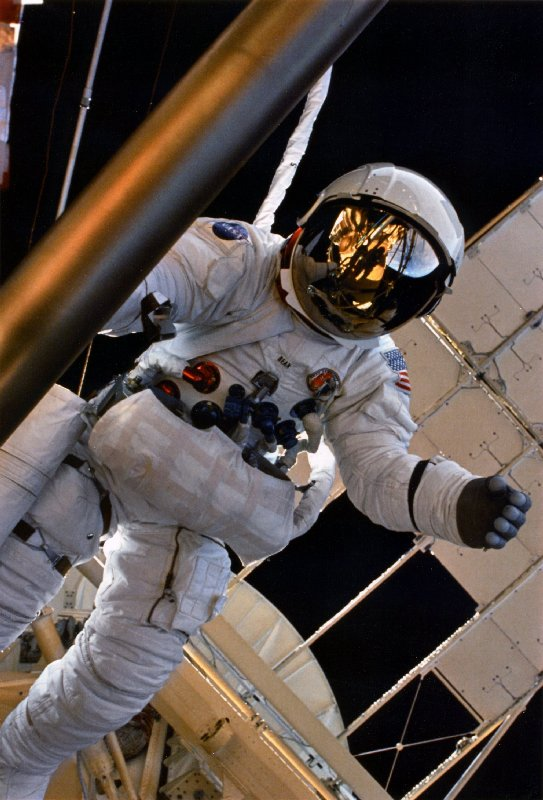
Alan Bean während einer EVA

Zu den Aufgaben der Besatzungen zählte zunächst die Reparatur der beschädigten Raumstation. Im Gegensatz zum Apollo-Programm, das klar die Mondlandung zum Ziel gehabt hatte, waren die Ziele von Skylab im Vorhinein eher vage formuliert. Die Missionsziele lassen sich wie folgt zusammenfassen: Sonnenbeobachtung über das Apollo Telescope Mount (ATM) und Erdbeobachtung sowie Erkenntnisgewinn in den Bereichen Raumphysik, Werkstoffforschung und Biomedizin.
Drei Besatzungen aus jeweils drei Astronauten verbrachten insgesamt 513 Manntage im All.
Da der Start von Skylab als Mission 1 gezählt wurde, beginnen die bemannten Missionen mit der Nummer 2:
- Skylab 2:
  - 25. Mai 1973 – 22. Juni 1973
  - Besatzung: Pete Conrad, Paul J. Weitz, Joseph P. Kerwin

- Skylab 3:
  - 28. Juli 1973 – 25. September 1973
  - Besatzung: Alan Bean, Owen K. Garriott, Jack R. Lousma

- Skylab 4:
  - 16. November 1973 – 8. Februar 1974
  - Besatzung: Gerald P. Carr, Edward G. Gibson, William R. Pogue

Während des Betriebs von Skylab wurde eine Notmannschaft in Bereitschaft gehalten, welche die primäre Mannschaft hätte retten können (Skylab-Rettungsplan). Dafür stand eine Apollo-Kapsel mit zwei weiteren Sitzen unter den originalen sowie eine weitere Saturn IB zur Verfügung. Vorgesehen war, dass Vance D. Brand und Don L. Lind zu zweit zu Skylab flogen und ihre Kameraden zurückbrachten. Diese Mission wurde nie durchgeführt, beide Astronauten kamen aber zu späteren Einsätzen.

## Zusammenstellung der Ergebnisse
Insgesamt wurden rund 25 % der insgesamt auf Skylab erbrachten Mannstunden für wissenschaftliche Experimente genutzt. Neben den nachfolgend genannten Ergebnissen konnte auch der Komet C/1973 E1 (Kohoutek) beobachtet werden.

### Sonnenbeobachtungen
Mit den an Bord befindlichen Sonnenteleskopkameras konnten über 177.000 Aufnahmen gemacht werden. Zum ersten Mal war es über einen längeren Zeitraum möglich, die Sonne ohne den Einfluss der Erdatmosphäre zu beobachten. So konnten neue Erkenntnisse über das Verhalten der Korona und der Chromosphäre gewonnen werden.

### Erdbeobachtungen
Für Studien zur Kartierung salzhaltigen Bodens, Erntebeständen, Ökosystemen und Mineralvorkommen wurden mehr als 46.000 Aufnahmen von den insgesamt sechs Erdsensoren (1× Fotografie im sichtbaren Bereich, 1× Fotografie im Infrarotbereich, 2× elektronische Bildaufzeichner im Infrarotbereich, 2× Radargeräte zur Beobachtung im Mikrowellenbereich) gemacht. Die beiden letztgenannten Radargeräte – die ersten die jemals im Weltraum eingesetzt wurden – führten zu richtungsweisenden Ergebnissen über die Windgeschwindigkeit über dem Ozean, Wellengang und Wellenhöhe, die Lokalisierung von Eisbergen und Eisschollen sowie die Kartierung geologischer Formationen auf dem Festland.

### Biomedizin
Es konnten umfangreiche Erkenntnisse über die Auswirkungen des Langzeitaufenthalts in der Schwerelosigkeit gewonnen werden. Es zeigte sich, dass der Verbrauch an Ressourcen wesentlich geringer war als angenommen. Die Besatzung lebte von den mit Skylab 1 gestarteten Vorräten und Nahrungsmitteln, Wasser und Gasen. Ursprünglich sollte die zweite und dritte Besatzung jeweils 56 Tage in der Raumstation verweilen. Der niedrigere Verbrauch machte aber einen Aufenthalt von 59 und 84 Tagen möglich, wobei die letzte Besatzung die Vorräte etwas ergänzte und insbesondere zusätzliche Filme mitbrachte.
Außerdem wurden einige Tierversuche mit Fischen und Spinnen durchgeführt.

### Werkstoffforschung
In der Schwerelosigkeit wurden Versuche mit Schmelz-, Schweiß- und Hartlötprozessen durchgeführt, die die Möglichkeit zum Bau technischer Strukturen durch Astronauten im Weltall bewiesen. Weiterhin wurde die Mischbarkeit von auf der Erde unmischbaren Elementen unterschiedlicher Dichte in der Schwerelosigkeit nachgewiesen und auch Kristallwachstumsversuche, die auf der Erde aufgrund der Erdbeschleunigung scheiterten, konnten erfolgreich durchgeführt werden.

## Endphase der Raumstation und Absturz
Nachdem drei Besatzungen die Raumstation 28, 59 und 84 Tage bewohnt hatten, wurde sie am 8. Februar 1974 durch das Apollo-Raumschiff von Skylab 4 in eine höhere Umlaufbahn geschoben. An Bord verblieben etwa ein Drittel des ursprünglichen Wasservorrats von 2720 l (entsprechend etwa 180 Manntagen), Sauerstoff für etwa 420 Manntage und ähnliche Vorräte fast aller anderen Verbrauchsstoffe. Nach den Berechnungen der NASA sollte Skylab nach der Bahnanhebung noch etwa neun weitere Jahre benutzbar bleiben. Der Wiedereintritt in die Erdatmosphäre wurde auf März 1983 geschätzt. Man plante zu diesem Zeitpunkt noch, dass etwa 1979 ein Space Shuttle ein Antriebsmodul an Skylab ankoppeln könnte, um das Weltraumlabor wieder in eine höhere Umlaufbahn zu bringen. Dies sollte mit der abgesagten Mission STS-2a durchgeführt werden. Allerdings gab es keine konkreten Pläne für die weitere Verwendung der Station, die wegen der alten Technik problematisch gewesen wäre.
Die meisten Systeme der Raumstation wurden abgeschaltet (so z. B. der Telemetriesender am 9. Februar 1974 um 02:10 EST). Skylab umkreiste die Erde mehrere Jahre, ohne beachtet zu werden. Im März 1978 wurde der Kontakt zu Skylab wieder aufgenommen. Offenbar rotierte die Station weitgehend unkontrolliert mit einer Periode von sechs Minuten pro Umdrehung, und die Funkgeräte arbeiteten nur, wenn die Solarmodule im Sonnenlicht waren. Nach einer Woche gelang es, mehrere Batterien ferngesteuert zu laden. Der Zentralcomputer arbeitete noch zufriedenstellend, die Lageregelung war aber durch den Ausfall eines Sternensensors und den Teilausfall eines der drei Drallräder erheblich beeinträchtigt.
Es stellte sich heraus, dass Skylab schneller als berechnet sank. Grund dafür war die durch hohe Sonnenaktivität unerwartet ausgedehnte Hochatmosphäre der Erde und die dadurch erhöhte Abbremsung. Weiterhin wusste man zu diesem Zeitpunkt, dass das Space Shuttle nicht rechtzeitig fertig werden würde. Eine alternative Mission – beispielsweise mit einer Titan III als Träger – wurde verworfen. Am 19. Dezember 1978 gab die NASA bekannt, dass man Skylab nicht retten könne. Man unternehme alles, um das Risiko von Absturzschäden zu minimieren. Hierzu arbeitete die NASA eng mit der Überwachungsbehörde North American Aerospace Defense Command (NORAD) zusammen. NASA und NORAD verwendeten unterschiedliche Berechnungsmethoden für den Wiedereintritt und kamen deshalb auf unterschiedliche Ergebnisse für Zeit und Ort des Niedergangs. Offiziell wurden stets die NORAD-Ergebnisse bekannt gegeben.
Die NASA plante, durch die Ausrichtung der Raumstation die atmosphärische Reibung zu steuern, um den Absturz zu verzögern oder zu beschleunigen. Durch Fernsteuerung sollte Skylab dann zu einem bestimmten Zeitpunkt in Rotation mit bekannter Aerodynamik versetzt werden. Damit konnte in engen Grenzen die Gefahrenzone verlagert werden.
Der Absturz erfolgte dann am 11. Juli 1979. Der letzte Orbit von Skylab führte größtenteils über Wasserflächen, und die NASA gab das letzte Steuerungskommando, um die Gefahrenzone von Nordamerika weg auf den Atlantik und den Indischen Ozean zu verlagern. Tatsächlich zerbrach die Station erst später als berechnet in mehrere Teile, so dass das Absturzgebiet weiter östlich als geplant lag. Betroffen war die Gegend südöstlich von Perth in West-Australien bei Balladonia, wo Trümmer in den dunklen Morgenstunden niedergingen, ohne jemanden zu verletzen. Mehrere Teile wurden geborgen, in die USA gebracht und dort identifiziert, nachdem die NASA eine Belohnung für den ersten Fund ausgelobt hatte. Die australische Gemeinde Esperance Shire schickte der NASA einen Bußgeldbescheid über 400 Dollar wegen unerlaubter Abfallentsorgung. Die NASA lehnte eine Bezahlung ab; 2009 überwies eine US-Radiostation den Betrag.
Die gesamte Mission kostete etwa 2,6 Milliarden US-Dollar.